# Хандли, Род
Родни Кларк «Род» Хандли (англ. Rodney Clark "Rod" Hundley, 26 октября 1934 — 27 марта 2015) — американский профессиональный баскетболист и телекомментатор. Всю свою игровую карьеру провёл в клубе Национальной баскетбольной ассоциации «Миннеаполис / Лос-Анджелес Лейкерс». По окончании карьеры игрока стал работать комментатором. С 1971 года стал первым радио и теле комментатором нового клуба НБА «Нью-Орлеан Джаз». В его честь под крышей домашней арены «Юты Джаз» «Энерджи Солюшн-арена» вывешен баннер с микрофоном.

## Профессиональная карьера
Хандли был выбран на драфте НБА 1957 года под первым номером клубом «Цинциннати Роялз», однако сразу же был обменян в «Миннеаполис Лейкерс». Хандли играл за Лейкерс в Миннеаполисе и Лос-Анджелесе с 1957 по 1963 год, набирая в среднем за игру по 8,4 очка. Он дважды выбирался для участия в матчах всех звёзд НБА в 1960 и 1961 годах. Сезон 1959/60 стал лучшим в его профессиональной карьере, когда он в среднем за игру набирал по 12,8 очка и делал 4,6 передачи. В 1963 году, в возрасте 28 лет, Род Хандли закончил игровую карьеру в связи с травмой колена.